# فلیسیا پریسون
فلیسیا پریسون (زاده ۱۸ مِی ۱۹۸۰، بالتیمور، مریلند) یک بازیگر، نویسنده و خواننده سبک هیپ‌هاپ آمریکایی است.از معروف‌ترین آهنگ‌های فلیسیا می‌توان به دو کار مشترک وی با اسنوپ داگ و گروه جی-یونیت اشاره کرد.همچنین در حوزه‌ی بازیگری فلیسیا بیشتر به عنوان بازیگر سریال عشق و هیپ‌هاپ:نیویورک شناخته می‌شود.